# Os Planos para o Submarino Bruce-Partington
Os planos para o submarino Bruce-Partington (em inglês:The Bruce-Partington Plans) é um conto de Arthur Conan Doyle, protagonizado por Sherlock Holmes e seu companheiro Dr Watson publicado pela primeira vez na Strand magazine em Dezembro de 1908. O conto faz parte da coletânea de oito contos de histórias do detetive Sherlock Holmes, publicada em 1917 com o nome de His Last Bow (em Portugal, Os últimos casos de Sherlock Holmes / no Brasil, O último adeus de Sherlock Holmes) .

## Enredo
“
Na terceira semana de novembro de 1895, um denso e escuro nevoeiro abateu-se sobre a cidade de Londres. De segunda a quinta-feira, duvido que se pudesse avistar de nossas janelas da Baker Street o perfil das casas fronteiras. Holmes passara o primeiro dia conferindo o índice de seu enorme livro de referências.  (…)”

— Os planos para o submarino Bruce-Partington
No conto, importantes documentos acerca do Submarino Bruce-Partington são furtados, sendo sete dos dez roubados, encontrados nos bolsos de Cadogan West, que morre jogado de um trem, sendo ele funcionário do Arsenal de Woolwich. Embora todos suspeitem da culpabilidade de West, Holmes consegue solucionar o caso, provando a inocência do falecido e reavendo os outros três documentos em mais uma de suas grandes façanhas. 